# Japanische Badmintonmeisterschaft 1993
Die Japanische Badmintonmeisterschaft 1993 fand im Dezember 1993 in Tokio statt. Es war die 47. Austragung der nationalen Titelkämpfe im Badminton in Japan.

## Medaillengewinner
| Disziplin    | Gold                        | Silber                        | Bronze                      |
| ------------ | --------------------------- | ----------------------------- | --------------------------- |
| Herreneinzel | Fumihiko Machida            | Kazuhiro Shimogami            | Yasumasa Tsujita            |
| Herreneinzel | Fumihiko Machida            | Kazuhiro Shimogami            | Takahiro Suka               |
| Dameneinzel  | Hisako Mizui                | Yasuko Mizui                  | Emiri Hihara                |
| Dameneinzel  | Hisako Mizui                | Yasuko Mizui                  | Takako Ida                  |
| Herrendoppel | Tatsuya Yanagiya Hiroki Etō | Yasumasa Tsujita Akihiro Imai | Koji Miya Fumihiko Machida  |
| Herrendoppel | Tatsuya Yanagiya Hiroki Etō | Yasumasa Tsujita Akihiro Imai | Shinji Ōta Takuya Takehana  |
| Damendoppel  | Yūko Koike Tokiko Hirota    | Aiko Miyamura Haruko Matsuda  | Kyōko Sasage Tomomi Matsuo  |
| Damendoppel  | Yūko Koike Tokiko Hirota    | Aiko Miyamura Haruko Matsuda  | Keiko Nakahara Miwa Kai     |
| Mixed        | Akihiro Imai Miwa Kai       | Takao Hayato Miyuki Nishida   | Katsushi Koga Yōko Fujimoto |
| Mixed        | Akihiro Imai Miwa Kai       | Takao Hayato Miyuki Nishida   | Kusamao Suzuki Miki Hayashi |